# آدم ميلن
آدم ميلن (13 أبريل 1992 في نيوزيلندا - ) (بالإنجليزية: Adam Milne)‏ هو لاعب كريكت نيوزلندي. شارك مع منتخب نيوزيلندا الوطني للكريكت. أما مع النوادي، فقد لعب مع رويال تشالنجرز بنغالور وKent County Cricket Club ‏ وCentral Districts cricket team ‏.

## وصلات خارجية
- آدم ميلن على موقع إي آس بي آن كريك إنفو (الإنجليزية)